# Oberea sumbawana
Oberea sumbawana là một loài bọ cánh cứng trong họ Cerambycidae.